# بحيرة شوهلينز
 بحيرة شوهلينز تقع في مقاطعةليمبورغ ضمن الإقليم الفلامندي وتبلغ مساحتها 95 هكتار.